# 娜然
娜然（羅馬化：Narána Erdynéyeva，1997年4月1日—），俄羅斯女演員、模特兒，出生於布里亞特共和國烏蘭烏德市，擁有二分之一布里亞特血統。高中畢業後，在新加坡、香港、日本及台湾等地展開個人模特職業生涯，曾與多家知名模特經紀公司簽約，在亞洲地區小有名氣。2016年10月，出演歌曲《告白氣球》MV而受到關注。2023年，參演由烏爾善所執導的《封神三部曲》系列電影而正式進入演藝圈。2024年擔任第14屆北京國際電影節「注目未來」單元青年推介大使。

## 影視作品

### 電影
| 年份   | 劇名                     | 角色   | 備註 |
| 2023年 | 《封神第一部：朝歌風雲》 | 蘇妲己 |      |
| 2024年 | 《異人之下》             | 夏禾   |      |
| 2025年 | 《封神第二部：戰火西岐》 | 蘇妲己 |      |

### 電視劇
| 年份 | 劇名           | 角色   | 備註   |
| 待播 | 《盛夏繽紛》   | 盛夏   |        |
| 待播 | 《疯狂的黑鱼》 | 孫曉玲 | 網路劇 |
| 待播 | 《煙之凰》     | 煙凰   |        |

## 綜藝節目
| 年份 | 播放日期        | 播出平台  | 節目名稱   | 備註           |
| 2023 | 9月28日-11月9日 | 芒果TV    | 封神訓練營 | 常駐嘉賓       |
| 2024 | 3月8日          | 江蘇 衛視 | 最強大腦   | 腦力封神見證官 |

## 參與演出

### MV
- 2016年：周杰倫《告白氣球》

## 資料來源
1. ↑  Coюнa Бyxaeвa. . arigus.tv. 2018-05-31  [2023-06-26]. （原始内容存档于2023-06-27） （俄语）.
2. ↑  . Instagram.   [2023-08-06]. （原始内容存档于2023-06-25）. buryat mongol
3. 1 2  . 東網. 2023-06-12  [2023-06-26]. （原始内容存档于2023-06-26） （中文（繁體））.
4. ↑  陳穎思. . 香港01. 2023-06-12  [2023-06-26]. （原始内容存档于2023-06-26）.
5. ↑  . www.bjiff.com.   [2024-05-19]. （原始内容存档于2024-05-19）.

## 外部連結
- 娜然的Instagram帳戶
- 娜然的新浪微博